# Karlstraße (Weimar)

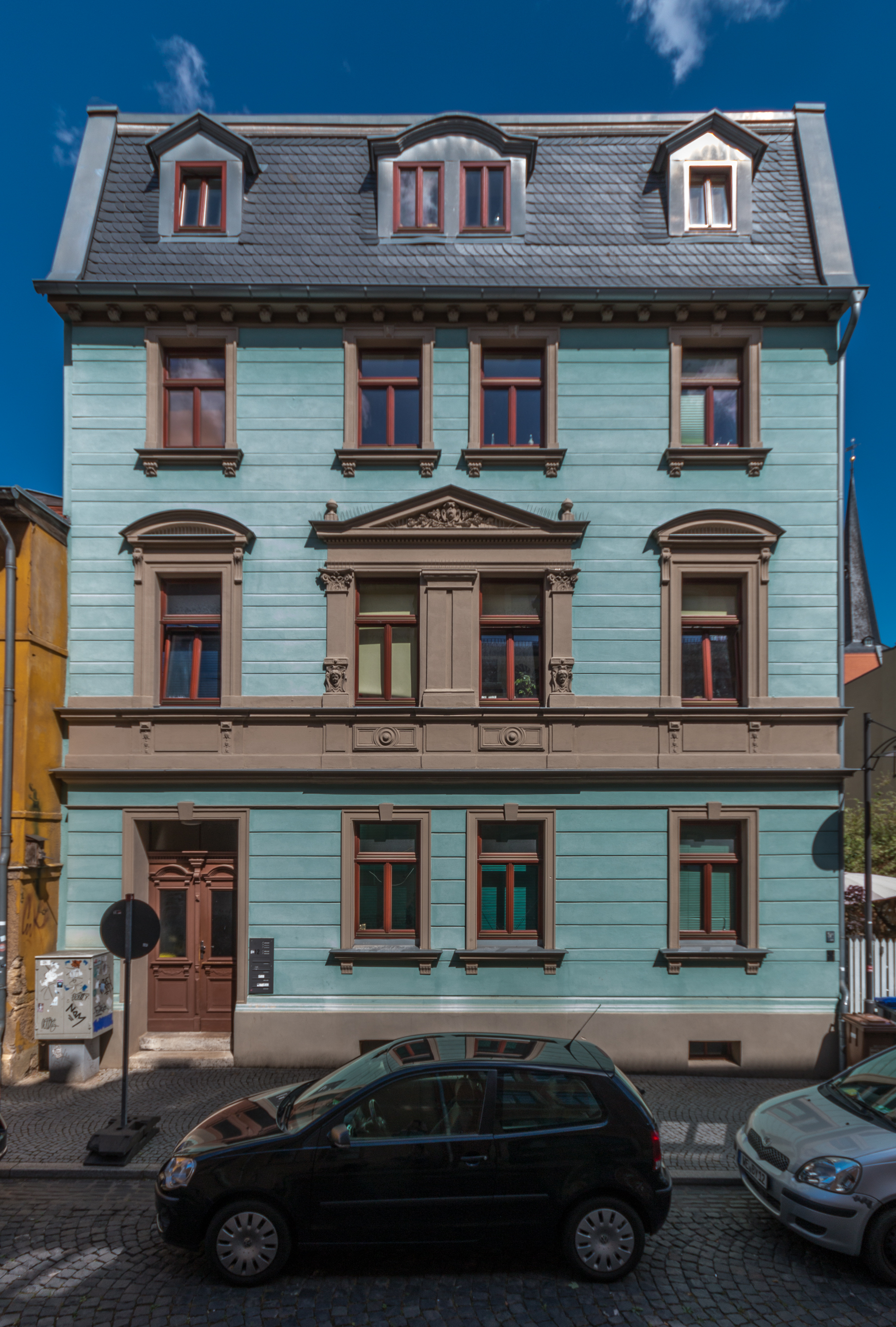
Karlstraße 16 Weimar

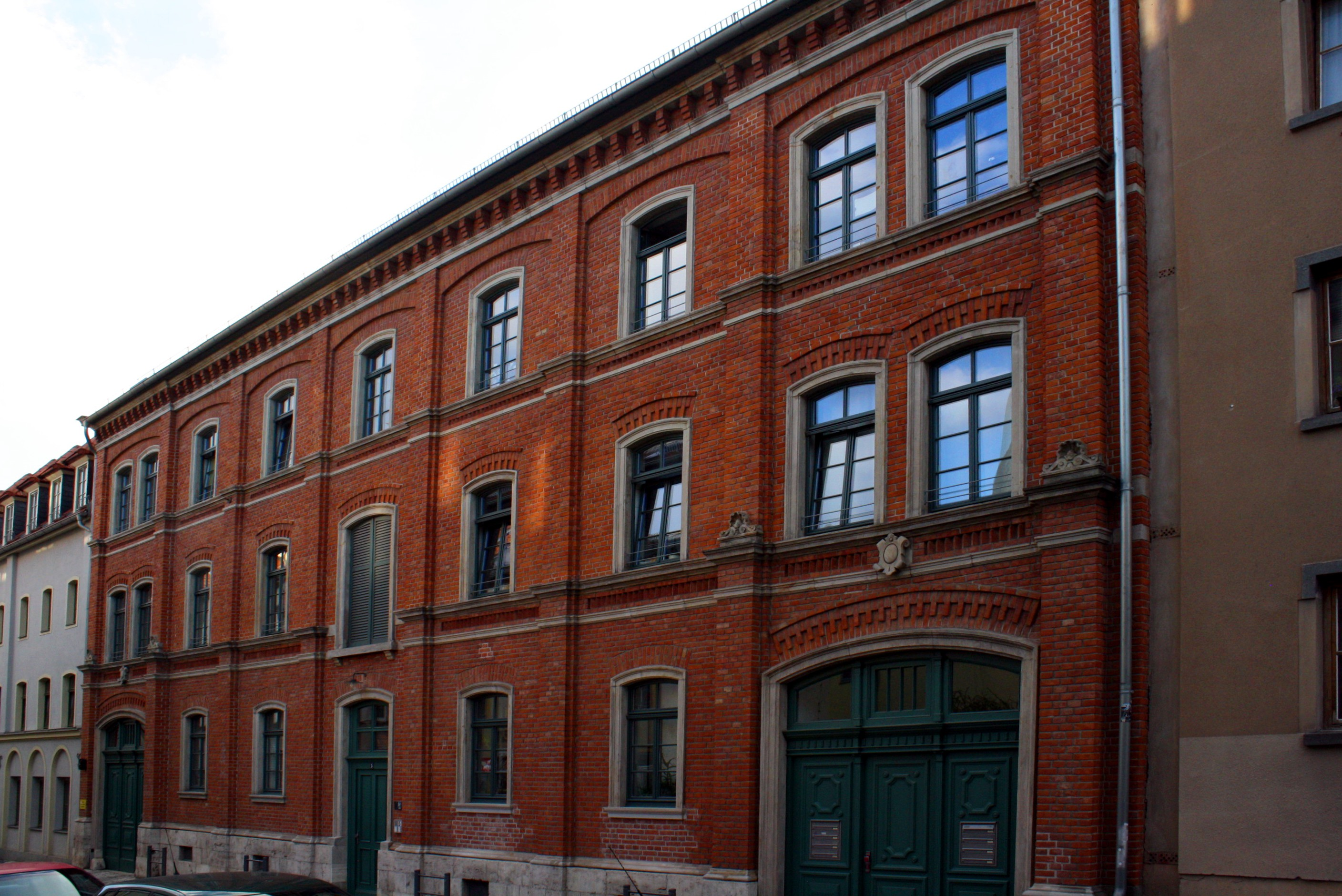
Karlstraße 5 Weimar, ehemaliges Geschäfts- und Lagerhaus

Die Karlstraße ist ein Straßenzug in der Weimarer Innenstadt, der vom Eisfeld die Kleine Teichgasse kreuzend bis zum Graben führt. Die Parallelstraße ist die Rosmariengasse, die allerdings an der Kleinen Teichgasse endet.
Die Karlstraße muss wohl einst viel mit dem Fleischerhandwerk zu tun gehabt haben, da sie Wurstgasse hieß. Diese verdankte ihren einstigen Namen nicht den Handwerkern, sondern ihren Erzeugnissen.
Die gesamte Karlstraße steht auf der Liste der Kulturdenkmale in Weimar (Sachgesamtheiten und Ensembles). Die Karlstraße 5 als ehemaliges Geschäfts- und Lagerhaus steht zudem auch auf der Liste der Kulturdenkmale in Weimar (Einzeldenkmale). Dieses Gebäude ist ein Ziegelbau, der für die Straße prägend ist. Bemerkenswert sind auch die Karlstraße 9, wo die Weimarer Brunnenmeisterei ihr Domizil hatte, ein Fachwerkbau mit Ziegeln und einer Hofanlage und die Karlstraße 3.